# Église Saint-Pierre-et-Saint-Paul du Horps
Pour les articles homonymes, voir Église Saint-Pierre-et-Saint-Paul.
L'église Saint-Pierre-et-Saint-Paul est une église catholique située au Horps, dans le département français de la Mayenne.

## Localisation
L'église est située dans le bourg du Horps, en bordure de la route départementale 129.

## Histoire
L'histoire raconte que l'église abritait jadis les reliques de sainte Scolastique qui, le jour de sa fête, étaient portées en procession jusqu'en la chapelle de l'ermitage du Ribay, où elles étaient vénérées par les fidèles. Elles ont par la suite été brûlées en 1793 sur la place du village sur ordre de Louis Saint-Martin du Plessis.

## Architecture et extérieurs
La façade de l'église est romane.

## Intérieur
Dans le chœur s'ouvre une petite fenêtre du XVIe siècle. Le chevet plat serait quant à lui du XIVe siècle. À l'origine, tout l'église était recouverte d'une voûte en bois. Les statues de sainte Anne et de saint Joseph datent du XVIIIe siècle. Le maître-autel date de 1731.
L'édifice abrite trois retables. Parmi eux, le retable nord dédié au Rosaire, qui a été remanié au cours des siècles : la différence de sculpture des colonnes l'ornant en témoignent. Le deuxième retable est dédié à la Vierge tandis que le troisième abrite un tableau de Jean Gourdier peint en 1819 et représentant une Descente de croix.

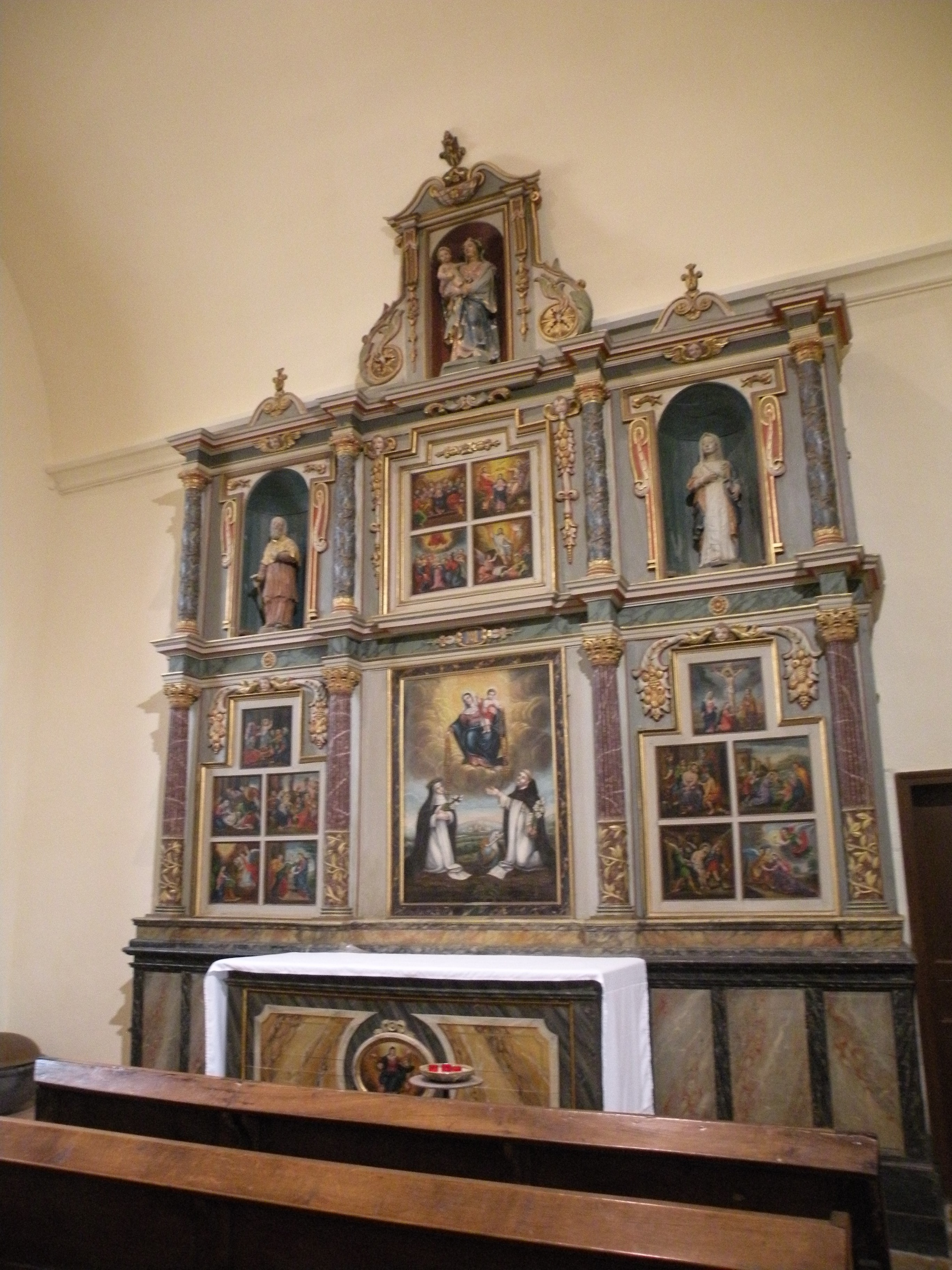
L'autel du Rosaire.
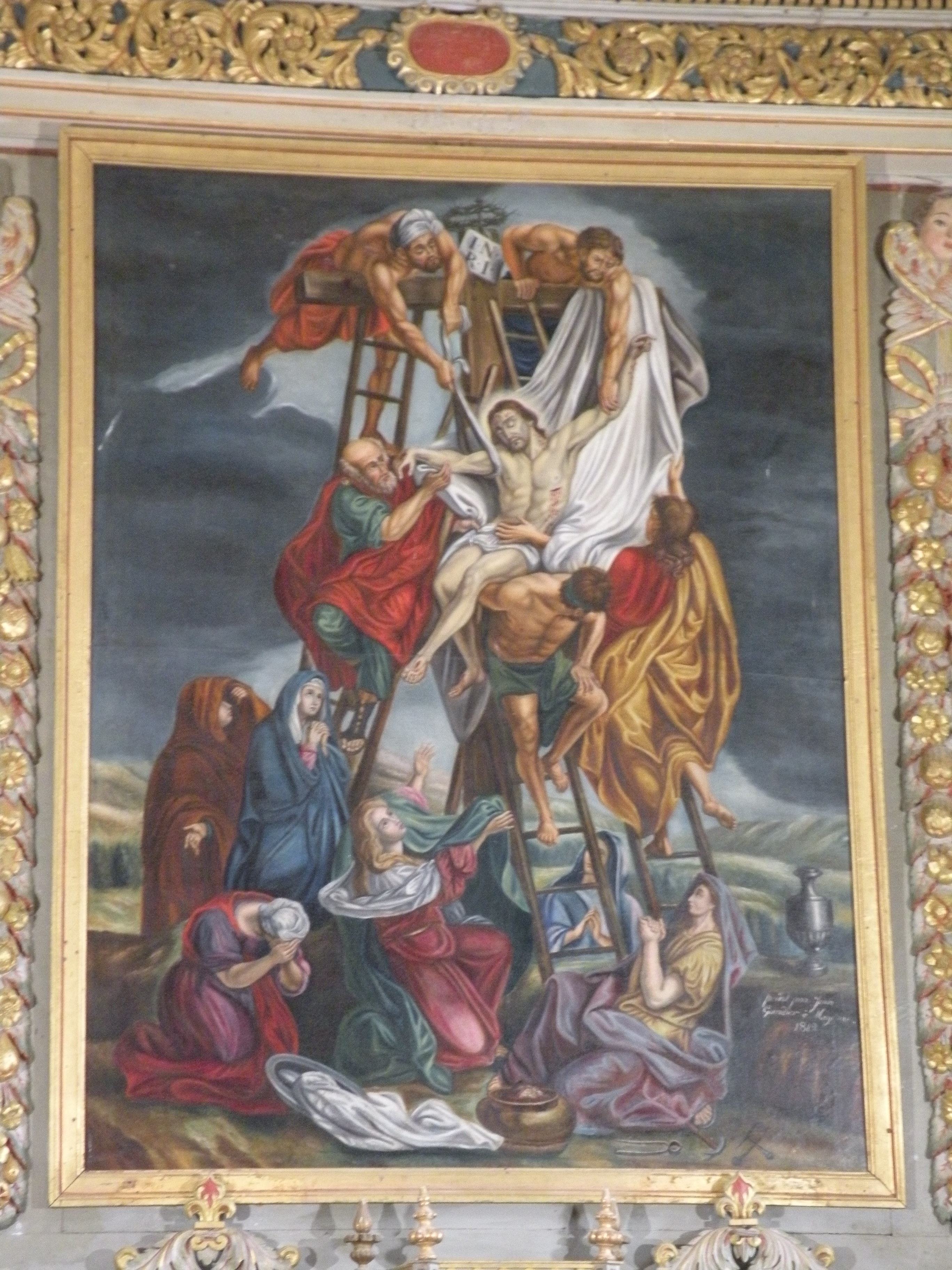
La Descente de croix.
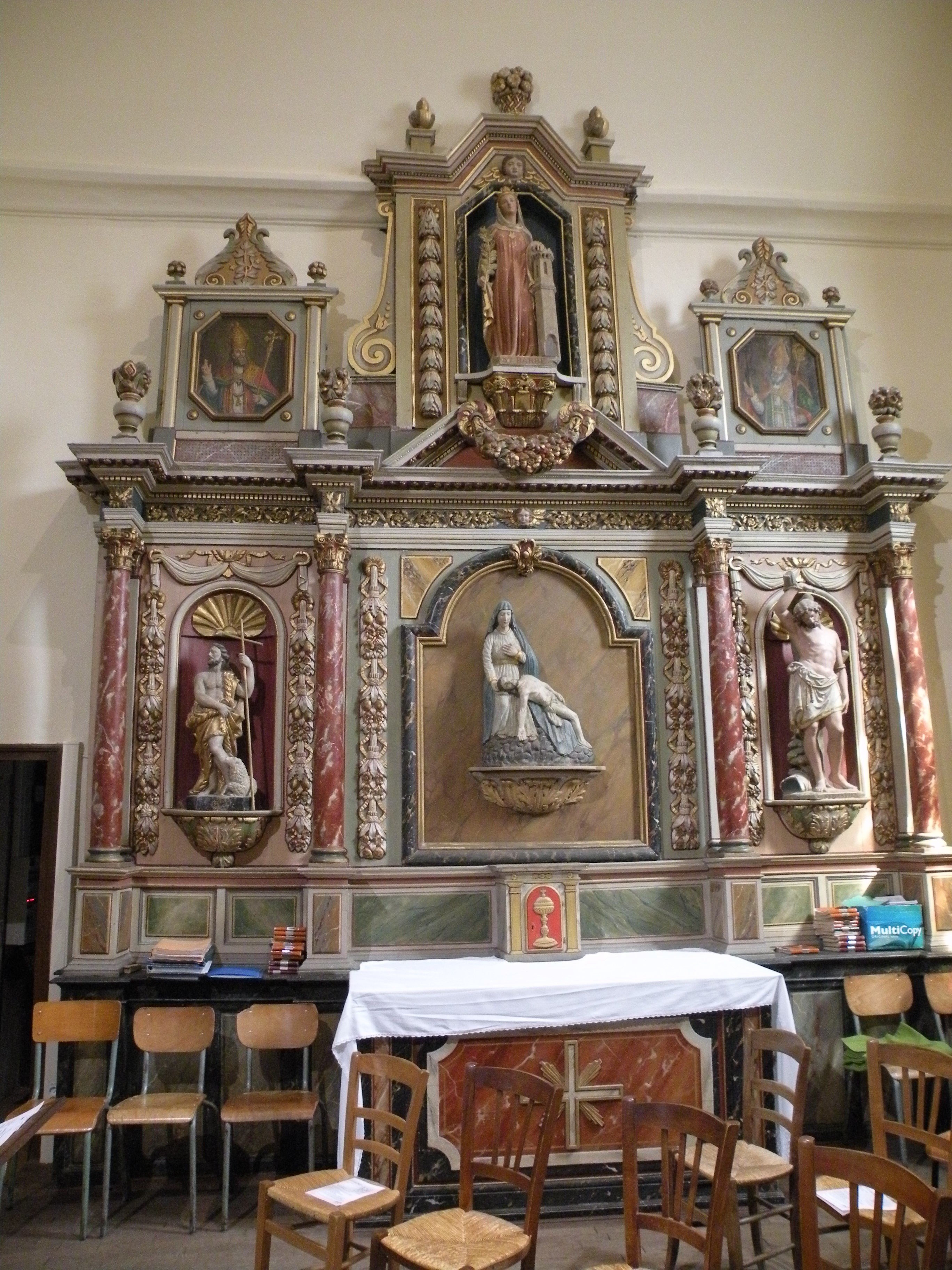
L'autel de la Vierge.